# Малаита (остров)
Мала́ита (англ. Malaita Island) — вулканический остров в архипелаге Соломоновы острова. Административно входит с состав одноимённой провинции Малаита меланезийского государства Соломоновы Острова.

## Название
Большинство местных жителей называют остров просто Мало (также возможны диалектные варианты Мара или Мвала). Название «Малаита» впервые было упомянуто в бортовых журналах испанских кораблей. Согласно одной из теорий, к традиционному названию острова была добавлена приставка «ita», означающая на языке буготу «здесь». Известный епископ Новой Зеландии Джордж Селуин называл остров «Маланта». В период британского владычества остров назывался Мала. В настоящее время официальным названием является «Малаита». Иногда используется наименование «Большой Малаита».

## География

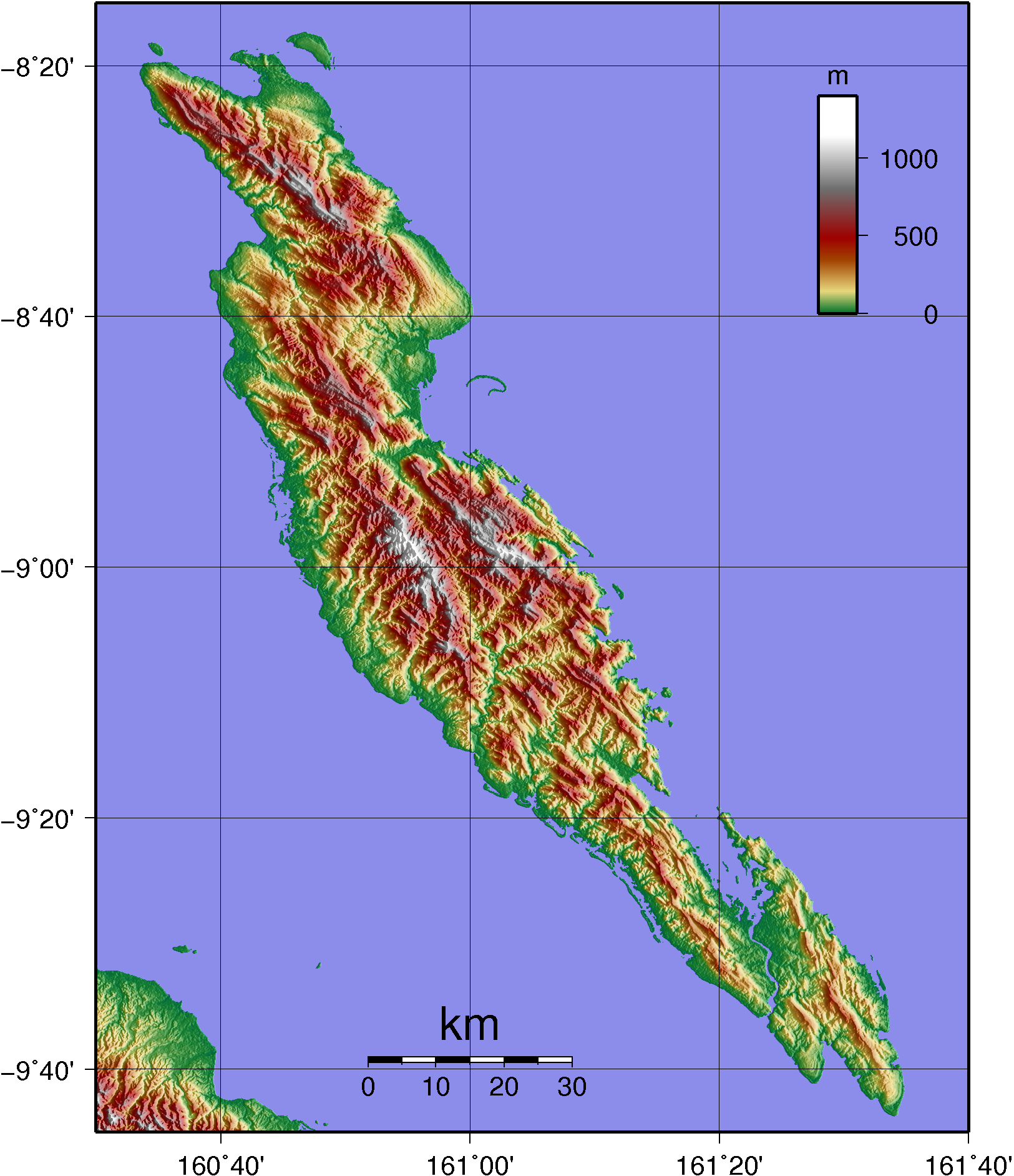
Топографическая карта острова Малаита.

Остров Малаита расположен в Тихом океане в 80 км к югу от острова Санта-Исабель и в 50 км к востоку от острова Гуадалканал. Площадь Малаита составляет 4307 км² (включая остров Марамасике). Высшая точка острова, гора Калоурат, достигает высоты 1435 м.
Длина Малаита с северо-запада на юго-восток составляет около 163 км, ширина (в самой широкой части острова) — около 37 км. К юго-западу от острова расположен пролив Индиспенсейбл, отделяющий Малаиту от островов Гуадалканал и Нггела. Северо-восточный и восточный берег острова омывается Тихим океаном. К северо-востоку от Малаита примерно в 212 км расположен остров Сикаиана, к северо-западу — Санта-Исабель, к юго-западу — остров Марамасике (или Южный Малаита), отделённый узким проливом Марамасике.
Климат на Малаита влажный, тропический. Остров расположен во внутритропической зоне конвергенции, отличающейся переменчивой погодой. Солнце в этом регионе находится в зените (наиболее отчётливо это заметно в ноябре и феврале). Пассаты преобладают во время зимы в Южном полушарии и с апреля по август стабильно дуют с юго-востока. Летом господствуют муссоны. Температурные колебания в течение года на Малаите незначительные. Часто идут дожди, характерна высокая влажность. Тропические циклоны иногда достигают разрушительной силы.
Как и другие острова архипелага, остров Малаита расположен рядом с андезитовой линией и поэтому является частью Тихоокеанского геосинклинального пояса. На острове часто регистрируются землетрясения, однако практически отсутствуют следы современной вулканической активности. В центре Малаиты расположен горный хребет, тянущийся вдоль длины острова. Между поселением Ауки и бухтой Кваи находится холмистая местность, разделяющая хребет на две части: северную и южную. Северная часть более низменна, чем южная. Геологически остров Малаита сложен из базальта, который в большинстве мест покрыт слоем осадочных пород (преимущественно известняком).

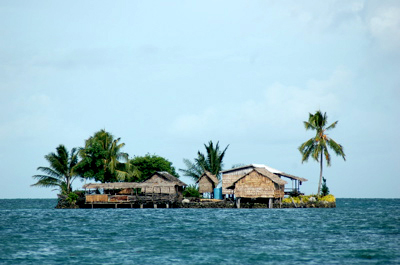
Небольшой островок у побережья Малаита.

На Малаите много ручьёв, небольших речушек. В гористых частях острова повсеместно встречаются небольшие водопады, а в некоторых местах образуются каньоны. Ближе к побережью скорость течения в реках снижается, а их глубина увеличивается. В этих местах расположено большое количество мангровых болот, а также формируются аллювиальные отложения из гальки, песка и грязи.
Прибрежная равнина очень узкая. Почвы в основном чернозёмы, краснозёмы.
На Малаите выделяется несколько зон растительности в зависимости от высотности. На побережье, представляющем собой скалистые и песчаные пляжи, растут панданусы, кокосовые пальмы. В болотистых местностях — мангры и саговники. В гористой местности до высоты в 760 м преобладают широколиственные леса, в которых произрастают баньяны, канариумы, бамбук. На высоте свыше 760 м расположены влажные тропические леса.
Как и на других островах Тихого океана, фауна Малаиты достаточно бедная. Помимо нескольких видов летучих мышей, на острове обитают завезённые человеком свиньи, крысы. В мангровых болотах встречаются дюгони. На Малаите зарегистрировано большое количество птиц, некоторые из которых являются эндемиками, рептилий и амфибий.

## История

### Ранняя история и открытие европейцами
Как и другие острова архипелага Соломоновы острова, Малаита был заселён людьми, говорившими на австронезийских языках, примерно 5000-3500 лет назад; люди, говорившие на папуасских языках, достигли только западной части архипелага. Тем не менее на Малаита не проводилось каких-либо крупных археологических раскопок, поэтому о ранней истории острова известно очень мало.
Согласно местным легендам праотцом всех коренных жителей острова является Кварааэ, который первоначально поселился на острове Гуадалканал, но впоследствии переселился в центральную часть острова Малаита. Затем его потомки заселили прибрежные территории острова.
Европейским первооткрывателем Малаита стал испанский мореплаватель Альваро Менданья де Нейра, открывший его в 1568 году. Путешественник назвал остров «Малаита», в честь его местного названия, и тщательно исследовал побережье острова (за исключением северного). Пролив Марамасики испанцы приняли за реку. Чужеземцев островитяне встретили очень враждебно: в каноэ и со стрелами. Даже произошла перестрелка, в результате которой испанцы ранили и убили несколько местных жителей.

### Работорговля и миссионеры
С конца XVIII века у острова Малаита часто причаливали китобойные суда, а местные жители стали объектом работорговли. Однако контакты с чужеземцами имели и положительные стороны. Например, появилась возможность получения образования. Первыми жителями острова, которые научились читать и писать, стали Джозеф Вате (англ. Joseph Wate) и Ватехоу (англ. Watehou), обучавшиеся в одной из школ Окленда (Новая Зеландия). Позднее многие островитяне, трудившиеся за рубежом, также научились грамоте и были христианизированы.
Деятельность первых католических и протестантских миссионеров была очень опасной и весьма неудачной. Большое количество миссионеров было убито островитянами. Однако часть местных жителей, которые работали на плантациях за рубежом, приняли христианство, например, Питер Амбуофа (англ. Peter Ambuofa), который по возвращении на родину основал на Малаита христианское сообщество. В начале XX века на острове стали появляться постоянные христианские миссии, в том числе представители Миссии канаков Квинсленда.
К 1920-м годам тысячи местных жителей трудились на других островах архипелага Соломоновы острова.

### Колониальный период
В этот период на острове Малаита отсутствовала единая централизованная власть. Вместо этого на острове происходили частые междоусобные войны, которые только усилились после появления на Малаита европейского огнестрельного оружия, а также металлических изделий, благодаря которым местные жители стали тратить меньше времени на возделывание земли. Примерно в 1880 году Кваисулиа (Kwaisulia), один из вождей Малаита, договорился с работорговцами передать им часть островитян в обмен на огнестрельное оружие. Это значительно усилило власть вождя на острове. Вербовка местных жителей для работы на плантациях Австралии проходила, однако, не всегда гладко. Например, в 1886 году судно «Young Dick» подверглось атаке со стороны островитян, а большая часть экипажа была убита. В 1886 году Британская империя включила Соломоновы острова, в том числе, остров Малаита, в сферу своих интересов. Централизованное управление на Малаита было учреждено в 1893 году, когда Британия установила протекторат над южной частью Соломоновых островов, положив тем самым конец местным конфликтам и вербовке местных жителей.
В 1909 году было основано поселение Ауки, которое стало административным центром округа Малаита. С этого времени колониальное правительство стало регистрировать или конфисковывать огнестрельное оружие у местных жителей, собирать подушный налог, бороться с авторитетом местных вождей. В 1927 году на Малаите случилась крупная резня, вызванная убийством жителями племени кваио окружного комиссара Уильяма Белла. В результате было убито 60 представителей кваио, приблизительно 200 человек были задержаны в городе Тулаги (столице протектората), а многие священные места и предметы островитян были уничтожены. Это событие не было забыто местными жителями, и в 1983 году лидеры кваио потребовали у Великобритании компенсацию в размере $1000 млн. Когда правительство проигнорировало этот факт, местные жители решили объявить бойкот национальным выборам 1986 года.
Вторая мировая война, события которой также разворачивались на территории Соломоновых островов, практически не затронула остров Малаита. Поселение Ауки временно стало столицей британского протектората, когда город Тулаги был захвачен японскими войсками. Впоследствии японцы высадились и на Малаите, однако каких-либо крупных сражений не произошло. Тем не менее, жители Малаита, которые сражались в батальонах, основали в годы войны движение за самоопределение острова, известное как «Масинга Рул». «Масинга» — означает «братство» на языке местного племени ари-ари, а «рул» — искажённое английское rule («власть»). Постепенно оно приобрело широкую поддержку среди коренного населения, а само движение выступало против какого-либо сотрудничества с британцами, боролось за сохранение традиционной культуры, кланов. Малаита был разделён на девять округов, в каждом из которых был избран глава. Были учреждены суды, которые возглавляли традиционные вожди, или алахаоху. С самого начала британское правительство осторожно относилось к «Масинга Рул», но, когда стало понятно, что взаимопонимания между колониальным правительством и движением не найти, Британия предъявила обвинения наиболее активным участникам движения и потребовала, чтобы вожди сложили свои полномочия, в противном случае, их бы арестовали. Некоторые так и поступили. Но уже в сентябре 1947 года большинство вождей было схвачено в городе Хониара по обвинению в терроризме или разбое, а затем были приговорены к каторжным работам.
Однако эти события не привели к расформированию движения. Новые лидеры переименовали «Масинга Рул» в федеральный совет. Высокий комиссар, посетивший Малаита, предложил сформировать Совет острова, в котором бы существовал пост президента, избранного членами совета. В обмен на эти уступки местная администрация должна была признать власть колониального правительства и пойти на сотрудничество с ним. Создание Совета острова стало первым шагом на пути формирования местного самоуправления на Соломоновых Островах. Первым президентом был избран Салана Гаа (англ. Salana Ga'a).
С созданием совета страсти среди местных жителей поутихли. За первые два года существования новым органом было принято около семидесяти резолюций и рекомендации высокому комиссару Соломоновых Островов.

### Современная история
В 1978 году Соломоновы Острова получили независимость. В 1981 году в стране была проведена административная реформа, в результате которой Малаита стал главным островом одноимённой провинции. Малаита до сих пор остаётся самым населённым островом Соломоновых Островов, несмотря на значительную миграцию населения. Деревни коренных жителей Малаита существуют на многих островах страны, а 15 % населения Хониары, столицы Соломоновых Островов, составляют именно выходцы с этого острова.
Жители Малаиты, которые поселились на острове Гуадалканал, приняли активное участие в гражданской войне, вспыхнувшей в 1999 году. Была создана военная организация «Malaita Eagle Force» с представительствами на Малаита и Гуадалканал. Значительную помощь острову в последние году оказала Региональная миссия содействия Соломоновым Островам (англ. Regional Assistance Mission to the Solomon Islands).

## Население

### Общая характеристика
В 2006 году численность населения острова Малаита составляла 140 тысяч человек. Главное поселение — деревня Ауки, расположенная на северо-западном побережье острова.

### Языки
Жители острова разговаривают на нескольких малаитских языках, относящихся к малайско-полинезийским языкам. Различие между языками острова Малаита незначительно.
Выделяются следующие языки: ареаре (17 800 носителей в 1999 году; распространён в южной части острова), баэггу (5900 носителей; распространён в северной части Малаита), баэлелеа (8800 носителей; северная часть острова), вала (6938 носителей; центральная часть), дорио (2406 носителей; центральная часть острова), кваио (13 249 носителя; центральная часть острова), кварааэ (32 433 носителя; центральная часть), лау (16 937 носителей; северо-восточная часть), ороха (38 носителей; южная часть), тоабаита (12 572 носителя; северная часть), фаталека (6703 носителя).

### Социальная организация
Несмотря на то, что жители острова Малаита в значительной степени имеют общую культуру, их принято разделять на несколько этнических групп в зависимости от языка, который используется среди соплеменников. В доколониальные времена поселения местных жителей были очень компактными и часто перемещались. Как агнатское, так и когнатическое родство до сих пор играют важную роль в жизни островитян. Происхождение определяет право человека на проживание на определённой территории и право на землеиспользование. В северной части Малаита наследственные группы, которые объединены в ритуальные иерархии, в значительной степени автономны и считают себя фратриями. В центральных районах наследственные группы полностью автономны, хотя связаны до сих пор ритуалами. На юге представители племени ареаре имеют более развитую иерархическую организацию, культурные традиции. Исключением из общего правила являются культуры, которые появились на Малаита сравнительно недавно. Например, представители племени лау, которые заселили некоторые прибрежные районы южной части острова около 200 лет назад.

### Религия
Традиционная религия островитян представляет собой поклонение культу предков. Согласно ранним традициям, первые поселенцы острова Малаита знали имя бога, сотворившего остров, однако, посчитав, что это имя священно, родители решили не говорить его своим детям. Вместо этого они попросили детей обращаться к своим предкам, которые, по словам родителей, выступали бы в качестве посредников в общении с главным богом. У некоторых племён Малаита бога, создавшего остров, называют Агалимаэ (Agalimae). Племена при этом проводят различные ритуалы, посвящённые поклонению традиционным божествам. Многие священные места островитян охраняются не только потому, что они являются святынями, но и служат в качестве ограничительных знаков территории какого-то племени Малаита.
С появлением на островах католических и протестантских миссионеров постепенно многие коренные жители были христианизированы. В последнее время увеличивается численность адвентистов седьмого дня и свидетелей Иеговых. Наибольшее сопротивление новым религиям оказывают представители племени кваио.

## Экономика
Большинство жителей острова занимаются натуральным сельским хозяйством. Основными культурами являются таро и батат. На западном побережье Малаита, недалеко от поселения Баунани, находится плантация. Тем не менее основные плантационные хозяйства расположены на других островах Соломоновых Островов (при этом на них работает большое количество выходцев с острова Малаита).
Розничной торговлей занимаются в основном китайцы.

## Культура
Остров Малаита имеет богатые культурные традиции. Музыка и танцы острова, которые являются важной частью ритуалов, известны далеко за пределами Малаита. Например, некоторые племена острова, включая ареаре, известны своими ансамблями, в которых играют на флейтах Пана. Исполнение традиционных танцев строго регламентировано.
Традиционным денежным средством на Малаита являются деньги, сделанные из морских ракушек, которые собирались в лагуне Лангаланга. Они представляли собой отполированный диск, в центре которого находилось отверстие, а сами деньги нанизывались таким образом на верёвку. Вместо денег также часто использовались зубы дельфинов.
Быт коренных жителей Малаиты в начале XX века, сложные отношения островитян и британских колониальных властей описаны в рассказе американского писателя Джека Лондона «Мауки». Малаита упоминается и в другом его рассказе, " Шутники с Нью-Гиббона ".